# Madeleine de la Tour d'Auvergne
Madeleine de la Tour d'Auvergne (1498 – 28. dubna 1519) byla mladší dcera Jana III. de la Tour (1467 – 28. března 1501), hraběte z Auvergne a Lauraguais a Jany Bourbonské-Vendôme (1465–1511). Byla předposledním zástupcem domu de la Tour. Madeleine je známá tím, že byla matkou budoucí francouzské královny Kateřiny Medicejské.

## Život

### Manželská jednání
Jako součást úsilí získat moc v Itálii se František I. Francouzský obrátil k tomu, že upevnil některá strategická spojenectví. Dne 8. prosince 1515 se setkal s papežem Lvem X. a podepsal dohodu o přátelství, ve které František souhlasil s pravomocí Vatikánu nad katolickou církví ve Francii a Lev slíbil podporu Františkových nároků na Neapolský trůn. Tato dohoda, stejně jako většina ostatních té doby, byla stmelena manželskou aliancí. Lvův synovec Lorenzo II. de Medici se v roce 1516 stal vůdce florentské republiky. František mu poblahopřál tím, že řekl:"Mám v úmyslu vám pomoci vší svou silou. Také přeji si vás vzít ke krásné a dobré dámě urozeného původu, mé příbuzné, aby láska, kterou vám dávám mohla růst a sílit". "Dobrou dámou", kterou František Lorenzovi navrhoval, byla jeho bohatá a vzdálená příbuzná Madeleine. Lorenzo řádně přijal, bylo velkou ctí být vázán k francouzské královské rodině, zejména proto, že to byl jen prostý občan, i když mimořádně bohatý. Madeleine a její rodina byli rádi, že jsou vázáni s rodinou samotného papeže.

### Svatební oslavy
Svatba s Lorenzem II. de Medici se konala 5. května 1518. Jejich svatba byla velmi skvostná nejen kvůli jejich spojení, ale i kvůli narození francouzského dauphina. Stejně jako u ostatních slavností, kterým kladl král František velký důraz, přišel na tanec velmi nápadně oblečen a byl po celou dobu velmi nápadný. Tanec byl proveden většinou v italském stylu. Sedmdesát dva dam bylo převlečených do italských, německých a dalších módních kostýmů, takže slavnosti vévodilo hedvábí a výrazné barvy. František Madeleine daroval 10.000 zlatých mincí, zatímco Lorenzovi nabídl bohaté dary francouzské šlechty.

### Smrt
Zemřela v Itálii krátce před svým manželem 28. dubna 1519 na mor (někteří věří, že zemřela na syfilis, kterým ji nakazil manžel). Krátce předtím porodila dceru Kateřinu (1519–1589), budoucí královnu-choť Francie.

### Dědictví
Po zesnulých rodičích Madeleine se svou sestrou Annou sdílely rozsáhlé nemovitosti v Auvergne, Clermontu, Berry, Castres a Lauraguias. Anna zdědila Auvergne a provdala se za Jana Stewarta, druhého vévodu z Albany v roce 1505. Anna přežila Madeleine o pět let, ale zemřela bezdětná a tak kraje Auvergne a Boulogne, stejně jako titul barona La Tour zdědila Madeleinina dcera Kateřina Medicejská a poté francouzská koruna.